# Pelota de trapo
Pelota de trapo és una pel·lícula argentina dramàtica de 1948 dirigida per Leopoldo Torres Ríos i protagonitzada per Armando Bó i Andresito Poggio. El film en blanc i negre va ser estrenat el 10 d'agost de 1948 al Cinema Metropolitan de Buenos Aires. En l'elenc actuen com ells mateixos importants personalitats del futbol professional de l'època, com l'entrenador i exjugador Guillermo Stábile, els jugadors Tucho Méndez, Juan Carlos Salvini i Vicente de la Mata, entre d'altres, i els periodistes Fioravanti i Enzo Centenario Argentino Ardigó. El film va tenir un extraordinari èxit popular.

## Argument
Un nen sobrenomenat Comeuñas, pertanyent a una família de classe obrera, té el somni de ser "crack" de futbol. Amb els seus amics del barri i una pilota de drap creen un equip modest, al qual anomenen «Sacachispas». El somni d'aquests nois és poder comprar una pilota de cuir, de les de veritat. Ja de gran el nen es converteix realment en una estrella del futbol, però mentre juga en primera divisió, defensant els colors d'un club important i amb aspiracions de campió, sofreix una sèrie de desmais; el metge de la institució li descobreix una malaltia cardíaca que pot resultar-li fatal si no abandona la pràctica del futbol. Davant la desesperació de Comeuñas el metge consent a guardar silenci fins que acabi el campionat en el qual el seu club marxa en primer lloc, i pugui cobrar els elevats sous estipulats en el contracte. Després d'això, haurà de retirar-se de l'activitat.

## Producció
El guió de la pel·lícula es va inspirar en textos del periodista esportiu "Borocotó", Ricardo Lorenzo, nascut a l'Uruguai i que era l'autèntica estrella de la redacció dEl Gráfico, prestigiosa revista esportiva argentina. En la seva secció fixa "Apilades", el periodista descrivia el món del "potrero", és a dir dels partits de futbol informals que els nens i joves de l'època jugaven sense control ni supervisió dels grans en els terrenys erms dels barris.Amb el temps Borocotó va publicar un llarg relat, "El diario de Comeúñas", que és la font principal dels fets narrats en la pel·lícula. Els nois del "Sacachispas" tenien com el seu himne de lluita el següent cant d'inspiració murguera:
Sento soroll de pilota, i no sé, i no sé, i no sé el que serà;
És el club de Sacachispas que ve, que ve, que ve de guanyar.
L'èxit de la pel·lícula va impulsar la creació aquest mateix any del Sacachispas Futbol Club, institució que encara existeix en el sud de la ciutat de Buenos Aires. Dos anys després va escriure el guió de la pel·lícula Sacachispas, dirigida per Jerry Gómez i protagonitzada, igual que Pelota de trapo, per Armando Bó.
La primera part de "Pelota de trapo"narra l'etapa infantil dels protagonistes, i és bon exemple del neorealisme que sorgia en aquest moment de postguerra. És considerada com "un dels retrats inigualats del cinema argentí, la descripció magistral d'un barri i la seva colla".
Andrés Poggio, el nen Toscanito, va ser la revelació de la pel·lícula i es va transformar en una estrella nacional. Després va desaparèixer del món de l'espectacle.
Armando Bo va tenir un rol important per a la realització de la pel·lícula ja que a més de protagonitzar-la va ser el seu productor, per a això va reunir tot el capital que tenia (40.000 pesos) i va fundar SIFA (Sociedad Independiente Filmadora Argentina), el 1948. FVa ser la primera vegada que una pel·lícula argentina es filmava en els suburbis reals. La tradició oral assenyala que el dia de l'estrena Bo va dir: "Pelota de trapo soy yo".

## Actors
- Armando Bó, Eduardo Díaz, àlies "Comeuñas"
- Santiago Arrieta, Sacerdot
- Orestes Caviglia, Professor Guillén
- Floren Delbene, Don Américo
- Carmen Valdez, Encarnación
- Graciela Lecube, Blanquita
- Mario Medrano, Alfredo Díaz
- Semillita (Juan Ricardo Bertelegni), José
- Rodolfo Zenner, Don Jacobo
- Mabel Morán, María
- Mario Baroffio, Don Pascual
- Arturo Arcari, El gallego
- Isabel Figlioli, Doña Pancha
- Rodolfo Boquel, Eduardo, nen
- Toscanito (Andrés Poggio), José, nen
- Américo Fernández, Rogelio
- Nelson de la Fuente, El flaco
- Juan Carlos Prevende, El mocho
- Ricardo Land, Alfredo
- César Nagle, Tulipán
- Armando Cabucci, Cabeza
- Ricardo N. Degrossi, Rabanito
- Lydia Staciuna, Blanquita, nena
- Saúl Eugenio, Nen de la barra
- Roberto Rocca, Nen de la barra
- Guillermo Stábile, Ell mateix
- Higinio García, Ell mateix
- Vicente de la Mata, Ell mateix
- Tucho Méndez, Ell mateix
- Fioravanti, Ell mateix
- Félix Daniel Frascara, Ell mateix
- Enzo Ardigó, Ell mateix
- María Luisa Robledo, Eulalia
- Saúl Ongaro, Ell mateix
- Raúl Bravo, Ell mateix
- José Marante, Ell mateix
- Llamil Simes, Ell mateix
- Oscar Sastre, Ell mateix
- Mario Fernández, Ell mateix
- José Batagliero, Ell mateix
- Fernando Bello, Ell mateix
- Juan Carlos Salvini, Ell mateix
- Juan Carlos Fonda, Ell mateix
- Luis Guzmán, Ell mateix
- Nicolás Palma, Ell mateix
- Camilo Cerviño, Ell mateix
- Santiago Yebra, Ell mateix
- Omar Crucci, Ell mateix
- Juan Bo, Ell mateix
- Alberto Rodríguez, Ell mateix
- Samuel Oroz, Ell mateix
- Raúl Leguizamón, Ell mateix
- Obdulio Diano, Ell mateix
- Juan Sánchez, Ell mateix
- Edgardo Donato, Ell mateix
- Oscar Fuentes, Ell mateix
- Enrique Colombo
- María Esther Duffau, Extra
- Hector Raúl Della Bitta (Tito), Extra
- Jorge Lorenzetti, Extra
- Maria de los Ángeles Saavedra,invitada 1
- Rosa Miguens, invitada 2

## Premios
- Academia de las Artes y Ciencias Cinematográficas de la Argentina: Menció especial a Armando Bo i Jerry Gómez per la producció
- Academia de Artes y Ciencias Cinematográficas de la Argentina: Premi a la Millor Actuació Infantil (Andrés Poggio, Toscanito)
- Asociación de Cronistas Cinematográficos de la Argentina: Revelació Infantil (Andrés Poggio, Toscanito)